# 유타호

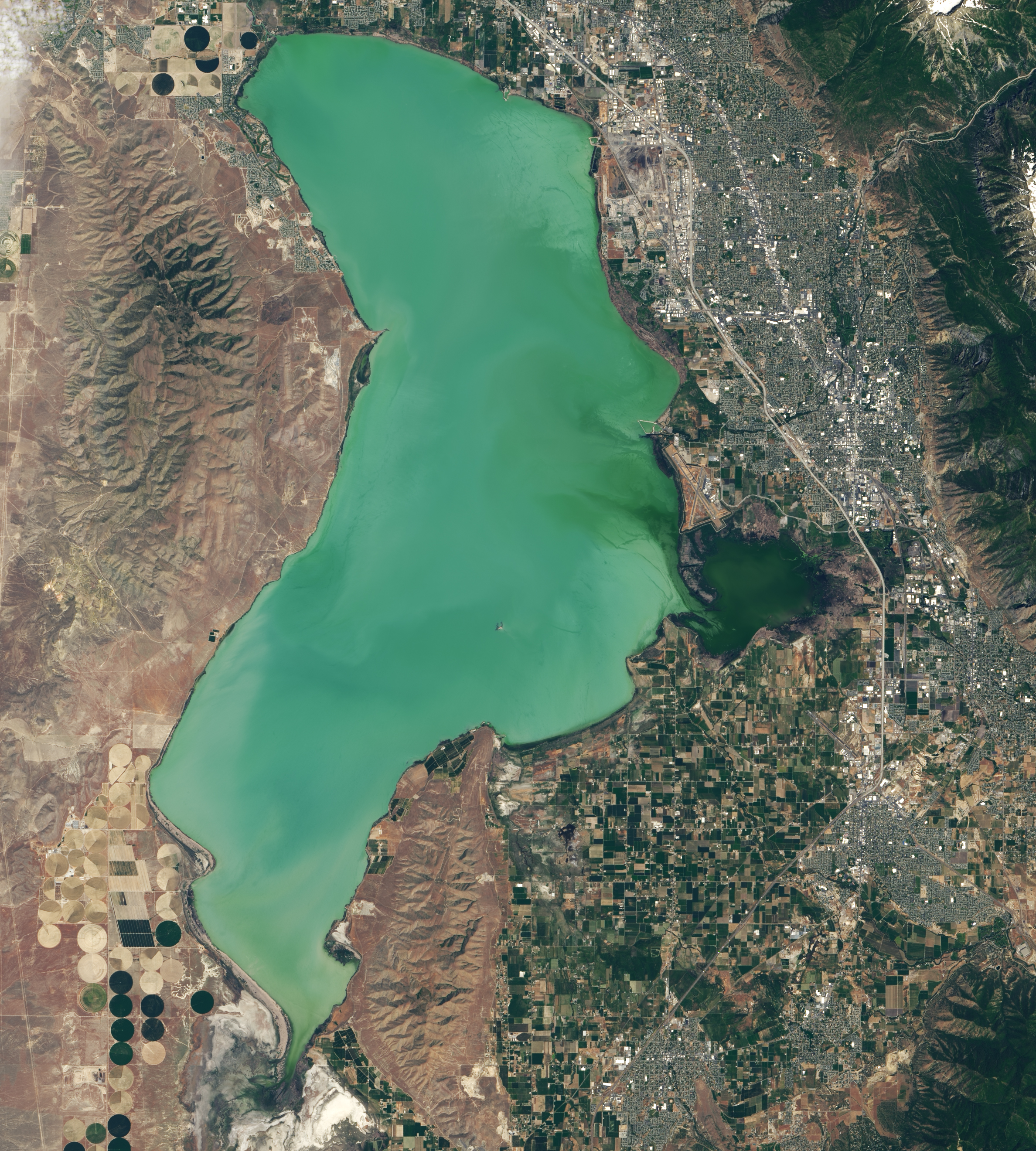
유타호의 위성 사진

유타호(영어: Utah Lake)는 미국 유타주 유타군 중심부에 있는 얕은 담수호다. 유타 계곡에 위치하고 있다. 증발은 호수 유출량의 42%를 차지하며, 이로 인해 호수는 염분이 약간 높다. 호수의 고도는 해발 4,489피트(1,368m)다. 북쪽의 조던강에서 유출된 물이 그레이트솔트호로 흐르고 있다.